# Farah Pahlaví
Farah Pahlaví, conocida también por su nombre de nacimiento Farah Diba (Teherán, 14 de octubre de 1938), es la viuda del último sah de Persia, Mohammad Reza Pahleví. Fue reina consorte y shahbanou de ese imperio desde 1959 hasta 1979, cuando la monarquía fue derrocada por la Revolución iraní.

## Nacimiento y educación
Farah Diba nació el 14 de octubre de 1938 en Teherán como única hija del Capitán Sohrab Diba (1899-1948) y su esposa, Farideh Ghotbi (1920-2000). En sus memorias, Diba escribió que la familia de su padre era de origen azerí iraní, mientras que la de su madre de origen guilakí, con raíces en la costa de Irán del Mar Caspio.
La joven Farah Diba comenzó su educación en la Escuela Italiana de Teherán, luego se trasladó a la escuela francesa Jeanne d'Arc hasta los dieciséis años y más tarde al Lycée Razi. Al terminar sus estudios en el Lycée Razi, se interesó por la arquitectura en la École Spéciale d'Architecture de París, donde fue alumna de Albert Besson.

## Matrimonio y descendencia

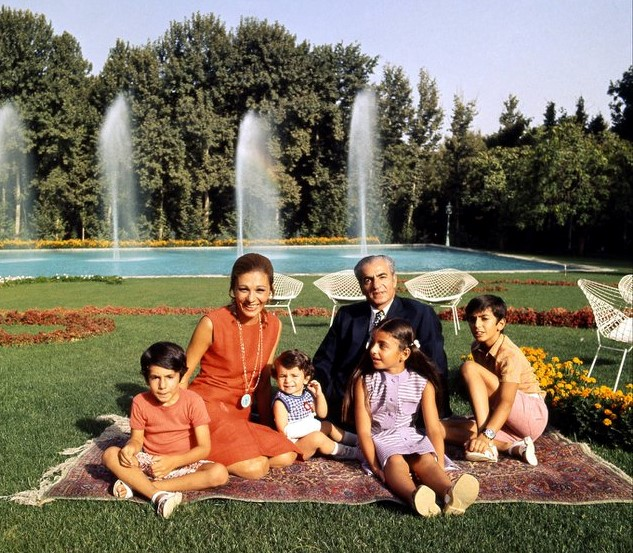
Familia imperial hacia 1973

Mientras estudiaba arquitectura en París fue presentada al shah en la embajada iraní, por el entonces yerno de éste, Ardeshir Zahedí. Contrajeron matrimonio el 21 de diciembre de 1959. 
El shah ya había estado casado en otras dos ocasiones, con Fawzia de Egipto —princesa egipcia, hija de los reyes Fuad I y Nazli Sabri— entre 1939 y 1948, con quien tuvo a su primogénita, la princesa Shahnaz; y con Soraya Esfandiary desde 1951 hasta 1958. Como con ninguna de sus anteriores esposas pudo engendrar un heredero varón, ambos matrimonios fracasaron.
El shah Mohamed Reza Pahlaví y Farah Diba tuvieron los siguientes hijos:
- S.A.I. el Príncipe Heredero Reza Ciro Pahlaví (n. 31 de octubre de 1960).[3]
- S.A.I. la Princesa Yasmin Farahnaz Pahlaví (n. 12 de marzo de 1963).[3]
- S.A.I. el Príncipe Alí Reza Pahlaví (28 de abril de 1966 - 4 de enero de 2011).[4]
- S.A.I. la Princesa Leila Pahlaví (27 de marzo de 1970 - 10 de junio de 2001).

## Reina y emperatriz consorte

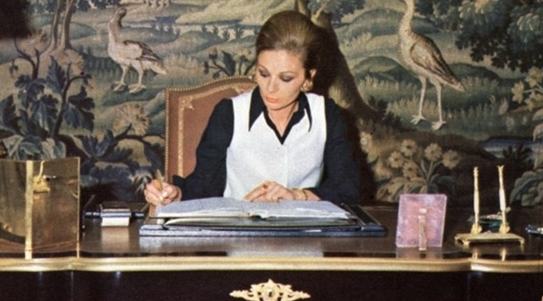
La emperatriz en su oficina

La emperatriz participó en asuntos culturales y de bienestar social que al shah le interesaban, y creó su propio círculo de mecenazgo e influencia. Fue patrocinadora del festival internacional de Shiraz. La familia de Farah, en general, tenía una amplia representación en las instituciones culturales, siendo notorio el caso del primo de la emperatriz, Reza Qotbi, que fue nombrado director de la radio-televisión nacional iraní.
Apoyó decididamente la política de modernización del shah, llamada la "revolución blanca": expropiación de latifundios, sufragio femenino, occidentalización, etc. al tiempo que la política económica ligada al petróleo favoreció el desarrollo económico y cultural del país, que vivió un proceso de modernización y desarrollo que se vería truncado por la revolución islámica de los ayatolas.
Una de las principales iniciativas de la emperatriz fue fundar la Universidad Pahlavi, que estaba destinada a mejorar la educación de las mujeres iraníes y fue la primera universidad de estilo estadounidense en Irán; antes de eso, las universidades iraníes siempre se habían modelado según el estilo francés. Su papel humanitario le valió una inmensa popularidad durante un tiempo, particularmente a principios de la década de 1970. Durante este período, viajó mucho dentro de Irán, visitando algunas de las partes más remotas del país y reuniéndose con los ciudadanos locales. Su importancia quedó ejemplificada por su participación en las Ceremonias de Coronación de 1967, donde fue coronada como la primera shahbanou (emperatriz) del Irán moderno. Fue nombrada, a su vez, regente del shah en caso de que ese muriera o quedara incapacitado para desempeñar el cargo antes del vigésimo primero cumpleaños del heredero; el nombramiento de una mujer como regente era muy inusual para una monarquía musulmana o de Oriente Medio.

## Revolución y exilio
Tras la revolución iraní de 1979, la emperatriz Farah acompañó al shah al exilio en Marruecos, Bahamas, México, Estados Unidos, Ecuador, Panamá y Egipto, donde fueron acogidos por el presidente Anwar el-Sadat y donde finalmente murió el shah, el 27 de julio de 1980.
Después de la muerte del sah, Farah permaneció en Egipto durante casi dos años. Fue regente interina del 27 de julio al 31 de octubre de 1980. El presidente Anwar el-Sadat le dio a ella y a su familia el uso del Palacio Koubbeh en El Cairo. Unos meses después del asesinato del presidente Sadat en octubre de 1981, la familia imperial abandonó Egipto. 

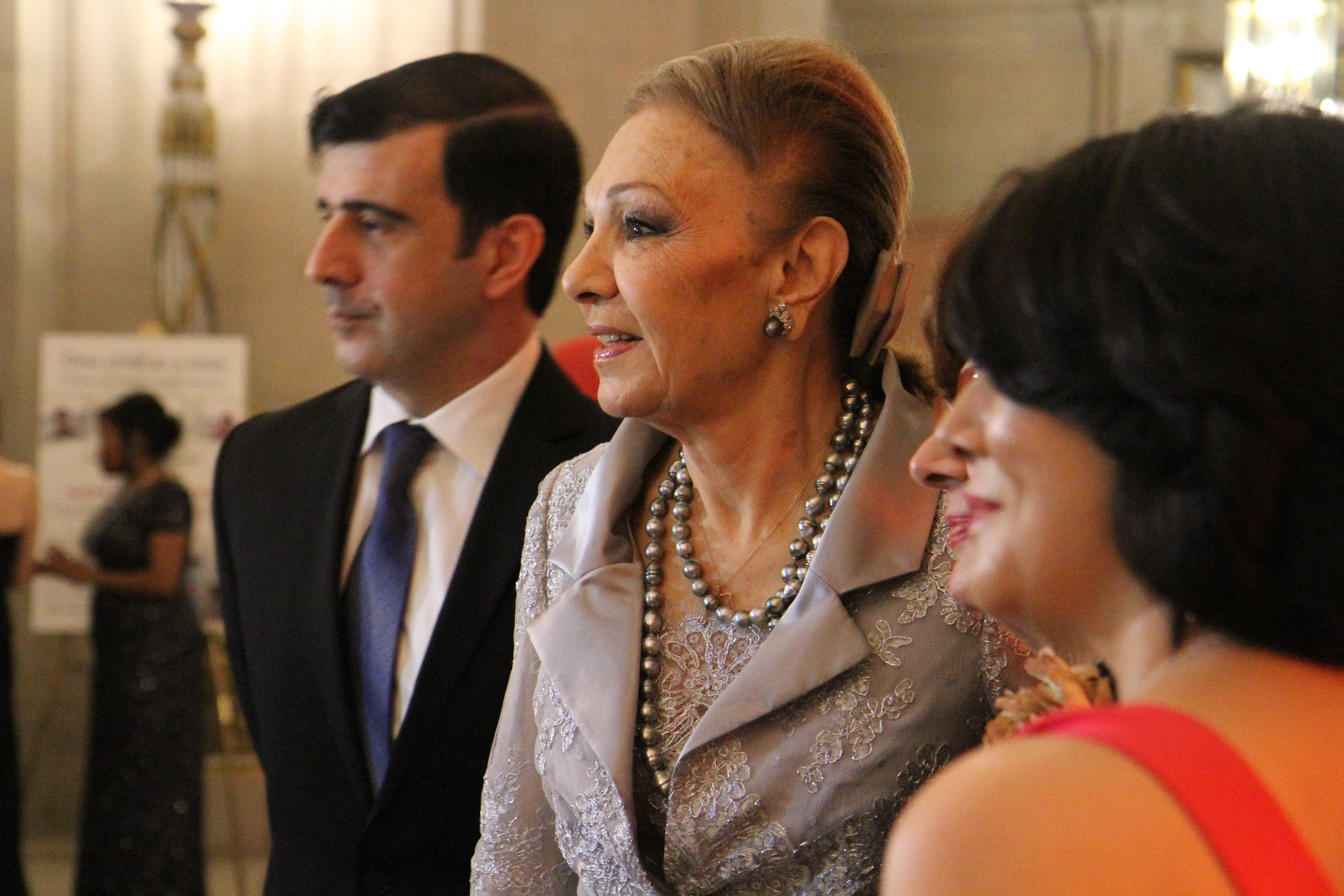
Farah Diba en una visita a Washington D. C. en 2016.

Actualmente reside en Connecticut, Estados Unidos para estar más cercana a sus nietas, las princesas Noor, Iman y Farah, hijas de su primogénito. Ocasionalmente reside también en París. Su hija menor, la princesa Leila, que sufría de anorexia y depresión, fue encontrada muerta en su habitación de un hotel de Londres en 2001. El 4 de enero de 2011 también su tercer hijo, Alí Reza, víctima igualmente de frecuentes depresiones, puso fin a su vida en Boston cuando esperaba el nacimiento de su única hija (comunicado oficial).  La emperatriz ha declarado: 

Pienso cada día en mis hijos. Ali Reza y Leila eran víctimas del exilio que nos tocó vivir.

Icono popular de la prensa del corazón española, donde se le conoce por su nombre de soltera, Farah Diba fue también objeto de culto del pop art español durante la movida: Retrato de la pareja imperial por Costus. En 2003 la editorial Martínez Roca publicó su libro de memorias, An Enduring Love: My Life with the Shah.   
Farah Diba, aseguró a una revista española que "Jomeiní [Ruhollah] abrió las puertas del infierno", acompañando esta afirmación con la de que el auge de las redes sociales, como Twitter y Facebook, ayudaría a acelerar una revolución pacífica e interna para derrocar al régimen vigente.
En 2009, el director persa-sueco Nahid Persson Sarvestani estrenó un largometraje documental sobre la vida de Farah Pahlavi, titulado The Queen and I. El mismo fue proyectado en varios festivales como el Festival Internacional de Cine Documental de Ámsterdam y el de Sundance.
La antigua emperatriz Farah Diba continúa apareciendo en ciertos eventos reales internacionales, como por ejemplo, la boda del príncipe Federico de Dinamarca en 2004, la del príncipe Nicolás de Grecia en 2010, un año más tarde la de Alberto II de Mónaco, y a la del príncipe Hussein bin Al Abdalá de Jordania en 2023. Asimismo, asistió al funeral de Ronald Reagan en 2004 y al de Constantino de Grecia en 2023.

## Títulos, tratamientos y distinciones honoríficas

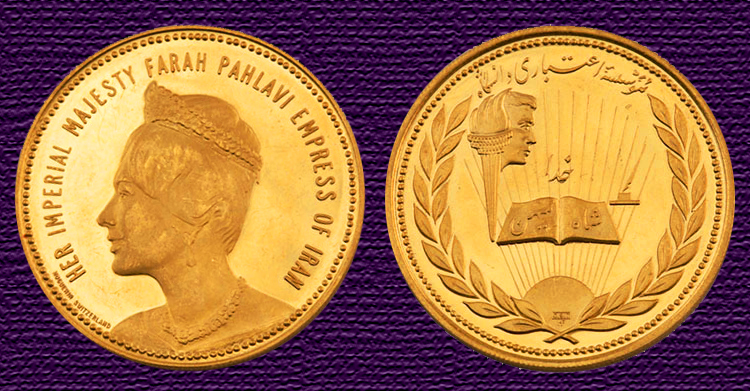
Moneda de Oro con la imagen de Farah Pahlavi.

## Títulos, tratamientos y distinciones honoríficas[14]

### Títulos y tratamientos
| ● 14 de octubre de 1938-21 de diciembre de 1959: | Señorita Farah Diba                        |
| ● 21 de diciembre de 1959-26 de octubre de 1967: | Su majestad la reina de Irán               |
| ● 26 de octubre de 1967-11 de febrero de 1979:   | Su majestad imperial la emperatriz de Irán |

Desde 1979, título abolido por la República Islámica de Irán, usado en círculos del Sah en el exilio y por los partidarios de la monarquía:
| ● 11 de febrero de 1979-presente: | Su majestad imperial la emperatriz Farah Pahlaví de Irán |

### Distinciones honoríficas

Escudo de Armas como Dama Gran Cruz de la Orden de Isabel la Católica

Distinciones honoríficas iraníes
- Soberana Gran maestre de la Orden del Sol (Imperio de Irán, 26/09/1967).
- Soberana Gran maestre de la Orden de las Pléyades (Imperio de Irán, 21/12/1959).
- Medalla Conmemorativa de la Coronación de Mohammad Rezā Shāh Pahlaví (Imperio de Irán, 26/10/1967).
- Medalla Conmemorativa del 2.500 Aniversario del Imperio de Irán (Imperio de Irán, 14/10/1971).[15]
- Medalla Conmemorativa de la Celebración del 2.500 Aniversario del Imperio de Irán (Imperio de Irán, 15/10/1971).

Distinciones honoríficas extranjeras
- Dama de la Orden de los Serafines (Reino de Suecia, 29/04/1960).
- Dama de la Orden del Elefante (Reino de Dinamarca, 03/05/1963).[16]
- Dama gran cruz de la Orden del León Neerlandés (Reino de los Países Bajos, 26/09/1963).
- Dama gran cruz de la Orden de la Legión de Honor (República Francesa, 16/10/1963).
- Dama gran cordón de la Orden de la Reina de Saba (Imperio Etíope, 14/09/1964).
- Dama gran cordón de la Orden de Leopoldo (Reino de Bélgica, 17/11/1964).
- Dama gran cruz de la Orden de San Olaf (Reino de Noruega, 08/01/1965).
- Dama gran cruz de la Orden de la Independencia (República Tunecina, 15/03/1965).
- Dama gran cruz de la Orden de la Cruz del Sur (República Federativa del Brasil, 03/05/1965).
- Dama gran cruz de la Orden del Libertador San Martín (República Argentina, 05/1965).
- Dama de gran estrella de la Orden de la Estrella Yugoslava (República Federativa Socialista de Yugoslavia, 03/06/1966).
- Dama gran cruz clase especial de la Orden del Mérito de la República Federal de Alemania (República Federal de Alemania, 1967).
- Dama de la Ilustrísima Orden de la Casa Real de Chakri (Reino de Tailandia, 22/01/1968).
- Dama gran cruz de la Orden de la Corona del Reino [D.M.N.] (Reino de Malasia, 02/1968).
- Dama gran cruz de la Orden de Isabel la Católica (Reino de España, 08/10/1969).[17]
- Dama gran cordón de la Orden al Mérito de la República Italiana (República Italiana, 15/12/1974).[18]
- Dama gran cordón de la Orden de la Preciosa Corona (Imperio de Japón).
- Dama gran estrella de la Orden al Mérito de la República de Austria (República de Austria).
- Dama de la Orden de la Sonrisa (República de Polonia).[19]
- Dama de primera clase de la Orden del León Blanco (Checoslovaquia, 1977).[20]

## Trabajos publicados
- Farah Diba Pahlaví. Memorias. Editorial Martínez Roca. Año 2003.[21] ISBN 978-84-270-2969-9

| Predecesora: Soraya Esfandiary-Bakhtiari    | Reina consorte de Irán 21 de diciembre de 1959 - 26 de octubre de 1967    | Sucesora: Ella misma como Emperatriz consorte |
| Predecesora: Ella misma como Reina consorte | Emperatriz consorte de Irán 26 de octubre de 1967 - 11 de febrero de 1979 | Sucesora: Revolución iraní                    |